# Reflatie
Een reflatie is het inzetten van economische politieke instrumenten om uit deflatiecrisis te komen. Het heropleven van inflatie kan verwezenlijkt worden door gecontroleerde maatregelen te treffen zoals geldschepping, vermindering van belastingen en het dalen van rentevoeten.

## Relanceplan
Met een bijkomende relance- of herstelplan kan de regering de economie in eigen land terug proberen aanzwengelen. Dit kan door gecontroleerde verlaging van btw zijn maar ook bestaan uit grote infrastructuurwerken met astronomische bedragen tot gevolg. Voorbeelden zijn de Amerikaanse president Barack Obama pompt 787 miljard dollar in de economie en de Chinese overheid zo'n 586 miljard dollar. Dit is niet zomaar zonder gevaar, het zet extra druk op de begroting en doet de staatsschuld stijgen. Sommige economisten twijfelen of dit wel de zaak vooruithelpt.

## Prijsherstel
Oorspronkelijk werd de term gebruikt om het prijsherstel naar een voormalige gewenste hoogte te beschrijven na een daling veroorzaakt door een recessie. Vandaag de dag houdt het ook (naast het hier boven vermelde) de eerste fase in van herstel van een economie aan het einde van een recessie. Met stijgende prijzen, tewerkstelling, productie en inkomen, totdat de economie het niveau van volledige werkgelegenheid bereikt.